# Esplorazione di Io
L'esplorazione di Io, terza luna più grande di Giove, è iniziata con la sua scoperta nel 1610 ed è continuata con l'osservazione dalla Terra con strumenti sempre più potenti, fino alla spedizione di sonde per un sorvolo ravvicinato nell'era spaziale.

## Scoperta
La prima osservazione ufficiale del satellite di Giove è stata fatta da Galileo Galilei il 7 gennaio 1610 con un telescopio di soli 20x di ingrandimento. La risoluzione era talmente piccola che non era possibile fare ulteriori studi, se non seguirne il moto presso il pianeta attorno al quale ruotava.
Per i successivi 200 anni non furono acquisite ulteriori informazioni, se non miglioramenti nella determinazione della durata del periodo.

## Osservazioni dalla Terra

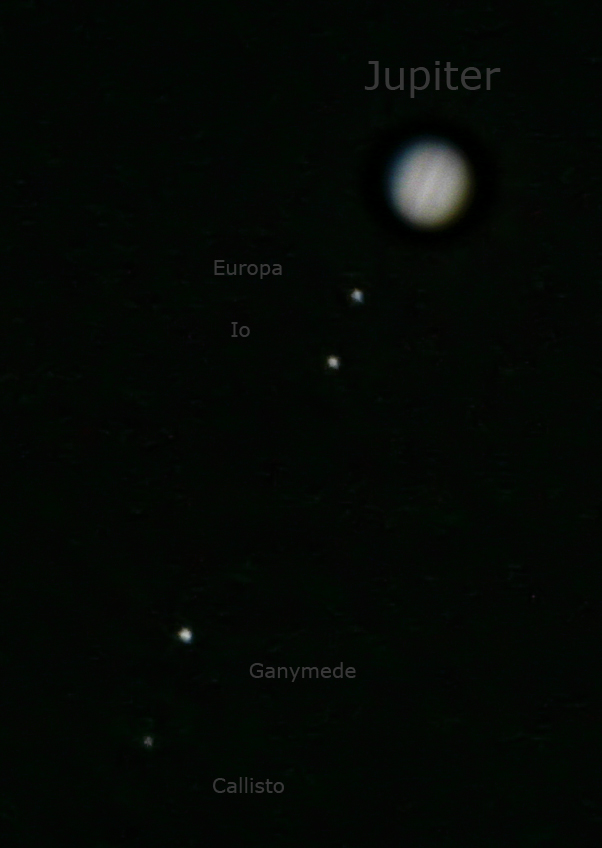
Osservazioni dalla Terra con un telescopio amatoriale

Nel XIX secolo, Laplace fornì una prima stima della massa di Io studiando la risonanza orbitale esistente tra i satelliti medicei e valutando le perturbazioni indotte dall'uno nel moto degli altri. Determinò in tal modo un valore per la massa di Io pari a circa un quarto di quello effettivo.
Nel corso degli anni, furono via via fornite stime migliori, utilizzando lo stesso metodo ideato da Laplace; nel 1921 Sampson ottenne un valore inferiore solo del 4% rispetto a quello reale.
Una prima misura del diametro fu, invece, eseguita per la prima volta da Barnard nel 1897, sfruttando un'occultazione stellare e analizzandola con i dati raccolti in 8 anni di studi. La stima data da Barnard fu di poco meno di 4000 km, di poco maggiore rispetto ai 3600 misurati al giorno d'oggi.
Altre occultazioni nel XX secolo permisero una migliore stima del diametro. Inoltre, l'utilizzo di telescopi sempre più potenti permise di rilevare la forma leggermente ellittica e il colore giallastro di quello che prima di allora era sempre stato solo un puntino.

## Osservazioni ravvicinate
Fu agli inizi degli anni settanta che le conoscenze fecero un balzo di qualità con l'arrivo nel sistema di Giove di sonde spaziali per l'osservazione ravvicinata. Sebbene Io non sia mai stata raggiunta da una missione spaziale appositamente sviluppata (anche se ci son state proposte in tal senso), è stata più volte avvicinata in occasione di passaggi di sonde spaziali sviluppate per lo studio di Giove e del suo sistema, oppure che hanno sfruttato il pianeta per eseguire manovre di fionda gravitazionale.

### Pioneer 10
Pioneer 10 della NASA fu la prima sonda spaziale ad effettuare un passaggio ravvicinato di Io, a soli 357 000 chilometri il 3 dicembre 1973. Da Pioneer 10 non arrivò nessuna foto ravvicinata della luna, perché la trasmissione si perse a causa dell'intenso campo radioattivo, ma solo qualcuna presa a grande distanza durante l'osservazione di Giove; tuttavia fu possibile eseguire una misura del diametro sfruttando l'interruzione del segnale radio trasmesso dalla sonda verso la Terra occorsa durante l'occultazione del Pioneer 10 da parte di Io. L'esperimentò rivelò inoltre la presenza di una ionosfera, suggerendo la presenza anche di un'atmosfera.

### Pioneer 11

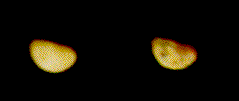
Una delle due foto di Pioneer 11

Un anno dopo, una sonda destinata al passaggio ravvicinato di Giove e Saturno, Pioneer 11, mandò la prima foto ravvicinata di Io, che rimase l'unica fino alla fine degli anni settanta. La sonda passò il 2 dicembre 1974 a 314 000 chilometri da Io. La misura delle perturbazioni provocate dal passaggio in prossimità del satellite sulle orbite di Pioneer 10 e 11 permise di ottenere una migliore stima della sua massa.

### Voyager 1
Nel marzo del 1979 arrivò la prima serie di immagini dettagliate della superficie di Io grazie alla sonda Voyager 1, equipaggiata con strumenti ben più sensibili del programma Pioneer. Le immagini fornite agli scienziati permisero di identificare i rilievi sulla superficie, di vedere chiaramente i crateri e perfino di assistere all'eruzione di un vulcano. Le nuove foto avevano una risoluzione che raggiunse in alcuni punti un chilometro per pixel.

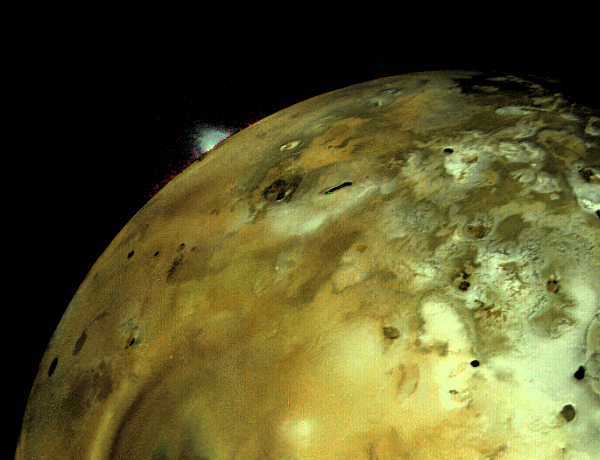
Esplosione vulcanica su Io ripresa da Voyager 1

Nel punto di massima vicinanza, il 5 marzo a poco più di 20 000 chilometri, le foto avrebbero potuto raggiungere una risoluzione ancora maggiore, ma gli intensi campi di Giove interferirono con alcuni strumenti, in particolare con l'orologio di bordo, limitando il tempo di esposizione delle foto.
Io aiutò la sonda a proseguire verso Saturno, l'8 marzo infatti Voyager 1 mandò nuovamente immagini di Io al controllo di terra per determinare la posizione della sonda, sfruttando la posizione delle stelle nello sfondo. Queste nuove immagini non furono prive di sorprese: gli scienziati furono in grado infatti di identificare ben nove eruzioni vulcaniche in corso, rivelando un'intensa attività geologica del satellite.

### Voyager 2
Le scoperte della seconda sonda del programma, Voyager 2, non furono tante quanto quella della prima, soprattutto per via della traiettoria della sonda che passò a più di un milione di chilometri da Io il 9 luglio dello stesso anno. Il confronto delle immagini delle due sonde a distanza di pochi mesi permise di identificare differenze sulla superficie che confermarono l'intensa attività geologica.

### Ulysses
Nel 1992 la sonda Ulysses passò nelle vicinanze di Giove per effettuare una manovra di cambio di piano orbitale. Nonostante la sonda non fosse programmata per osservazioni di Io, notò un flusso di particelle della dimensione media di 10 μm a cui gli scienziati non seppero dare spiegazioni. Solo con l'arrivo della sonda Galileo si scoprì che quel flusso era originato da Io.

### Sonda Galileo

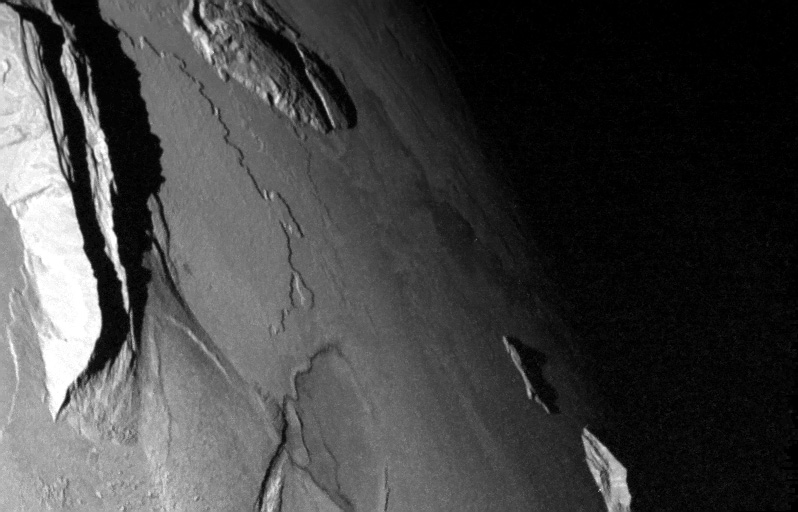
Foto ad alta risoluzione della sonda Galileo

Nel 1989 venne lanciata la prima sonda destinata allo studio sistematico di Giove, con una permanenza in orbita di diversi anni e non più un semplice passaggio ravvicinato. La sonda Galileo arrivò nell'orbita di Giove a dicembre del 1995 dopo ben 6 anni di viaggio e rimase in orbita fino al 2003 quando precipitò nell'atmosfera del pianeta distruggendosi. In 8 anni di osservazione, la sonda effettuò continui passaggi ravvicinati presso le lune di Giove. In particolare effettuò ben 7 passaggi a meno di 1000 km da Io, il più vicino dei quali il 17 gennaio 2002 a soli 102 chilometri dalla superficie. Molte delle immagini sono andate perse a causa dell'intensa attività di Giove e a causa di un problema dell'antenna ad alto guadagno della sonda che limitò la trasmissione di informazioni. La sonda riuscì comunque a mandare una mole di informazioni di gran lunga superiore a tutte quelle che l'avevano preceduta.

### Cassini
Un'altra sonda di passaggio, Cassini, con destinazione Saturno, effettuò un sorvolo ravvicinato di Giove quando la sonda Galileo era ancora attiva. Gli scienziati colsero l'occasione per effettuare un'osservazione congiunta di Io.

### New Horizons

Eruzione vulcanica nella regione di Tvashtar ripresa dalla sonda New Horizons nel 2007.

L'ultima sonda ad aver effettuato un passaggio ravvicinato di Giove è stata New Horizons nel febbraio del 2007 con destinazione Plutone. Sebbene la sonda sia passata a più di due milioni di chilometri da Io, riuscì a fornire immagini con risoluzione di 11 chilometri per pixel che permisero la scoperta di nuovi vulcani attivi sulla superficie.

### Juno

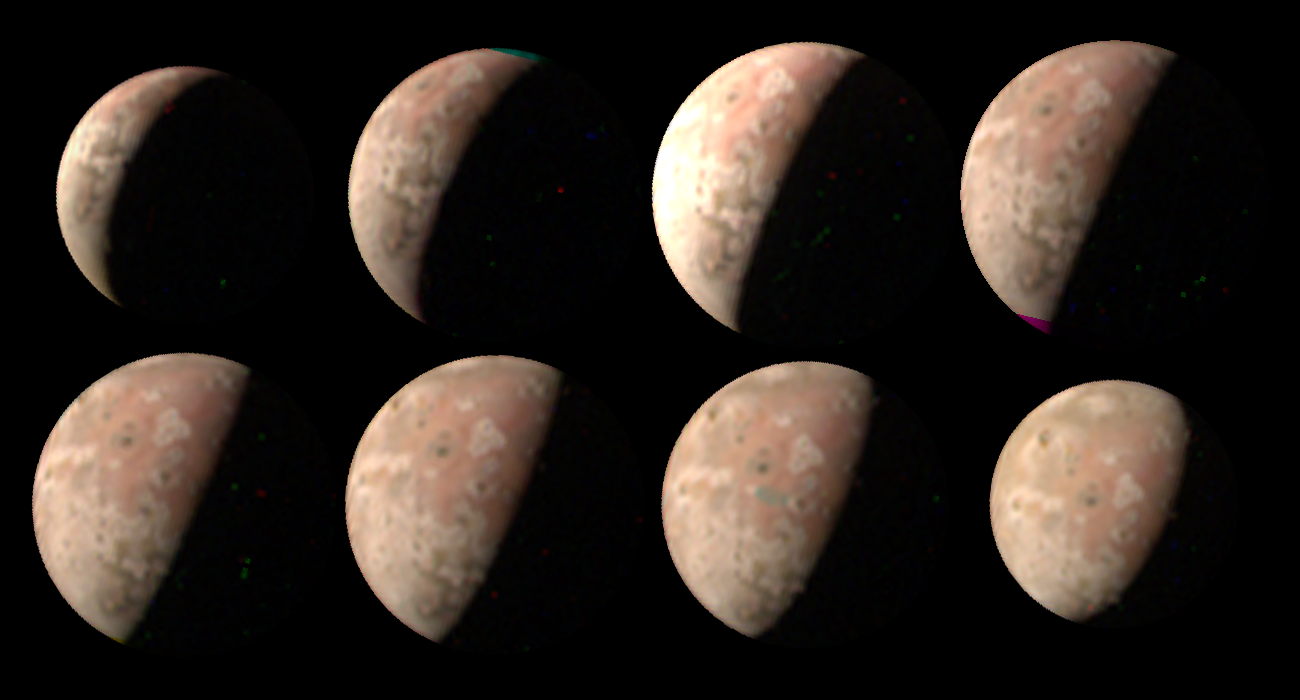
Otto immagini di Io scattate da Juno nel luglio 2022 da una distanza di circa 50.000 km.

Un'altra sonda, Juno, lanciata nel 2011 con lo scopo di studiare il campo magnetico gioviano, è arrivata a destinazione nel 2016 e potrebbe fornire un monitoraggio dell'attività vulcanica di Io, tramite il suo spettrometro nel vicino infrarosso, il Jupiter InfraRed Auroral Mapper (JIRAM). Durante la sua missione primaria, che dura fino a giugno 2021, l'approccio più vicino di Juno a Io fino a marzo 2023 si è verificato il 17 febbraio 2020, a una distanza di 195.000 chilometri. In quell'occasione è stata acquisita la spettrometria nel vicino infrarosso con JIRAM mentre Io era all'ombra di Giove.
Nel gennaio 2021, la NASA ha ufficialmente esteso la missione Juno fino a settembre 2025. Le variazioni dell'inclinazione orbitale della sonda consentirà a Juno di effettuare una serie di incontri ravvicinati con i satelliti galileiani durante la missione estesa. Due sorvoli ravvicinati di Io durante la missione estesa sono previsti il 30 dicembre 2023 e il 3 febbraio 2024, entrambi ad altitudini di 1.500 chilometri. Tra luglio 2022 e maggio 2025 sono previsti anche nove incontri aggiuntivi con altitudini comprese tra gli 11.500 e i 90.000 chilometri.